# Live at the Marquee (Gary Moore)
Live at the Marquee 1980 is een livealbum van de Britse gitarist Gary Moore. Het album is opgenomen verspreid over twee avonden, 5 en 6 november 1980 in de Marquee Club. Het album verscheen als elpee origineel op Jet Records in 1984, daarna volgden talloze heruitgaven, onder meer bij hetzelfde Jet in 1987, Castle Productions en Sanctuary Records. Japan had echter de primeur; de aldaar (toen) zeer populaire gitarist kreeg daar een release in 1983, direct op compact disc. Het album bevat hardrock uit de jaren 70.

## Musici
- Gary Moore:Gitaar/Zang,
- Andy Pyle:basgitaar
- Don Airey:toetsinstrumenten
- Tommy Aldridge:slagwerk

## Composities
1. Back On The Streets (Moore)
2. Run To Your Mama (Moore)
3. Dancin' (Moore/Nausseef/Dee/Newton)
4. She's Got You (Moore/Nausseef)
5. Parisienne Walkways (Instrumentale versie) (Moore/Lynott)
6. You (Moore)
7. Nuclear Attack (Moore)
8. Dallas Warhead (Instrumentaal en op het eind een drumsolo van Tommy Aldridge)

## Bron
- Engelstalige Wikipedia
- albumlijst Moore